# Baltimore Open 1978
Il Baltimore Open 1978 è stato un torneo di tennis giocato sul sintetico indoor. È stata la 7ª edizione del Baltimore WCT, che fa parte del Colgate-Palmolive Grand Prix 1978. Si è giocato a Baltimora negli Stati Uniti, dal 20 al 26 gennaio 1978.

## Campioni

### Singolare
Cliff Drysdale ha battuto in finale  Tom Gorman con il punteggio di 7–5, 6–3

### Doppio
Frew McMillan /  Fred McNair hanno battuto in finale  Roger Taylor /  Antonio Zugarelli con il punteggio di 6–3, 7–5